# نارنیا: خواهرزاده جادوگر
نارنیا: خواهرزاده جادوگر (انگلیسی: Narnia: The Magician's Nephew) یک فیلم فانتزی حماسی آمریکایی است که نویسندگی و کارگردانی آن را گرتا گرویگ بر عهده دارد. این فیلم بر پایهٔ رمان خواهرزاده جادوگر نوشتهٔ سی. اس. لوئیس است؛ اثری که در سال ۱۹۵۵ منتشر شد و از نظر زمانی نخستین داستان در مجموعه کتاب‌های کودکانهٔ سرگذشت نارنیا به‌شمار می‌آید، هرچند ششمین جلدی است که به چاپ رسیده است. در این فیلم، اما مکی نقش جادوگر سفید را ایفا می‌کند و دنیل کریگ، مریل استریپ و کری مولیگان نیز از دیگر بازیگران آن هستند. نارنیا: خواهرزاده جادوگر قرار است در ۲۶ نوامبر ۲۰۲۶ در ایالات متحده اکران شود.

## بازیگران
- اما مکی در نقش جادوگر سفید
- دنیل کریگ در نقش اندرو کترلی
- مریل استریپ در نقش صداپیشهٔ اصلان
- کری مولیگان در نقش میبل کرک

## تولید

### پیش‌زمینه
پس از آن‌که قرارداد شرکت والدن مدیا برای اقتباس سینمایی از مجموعه سرگذشت نارنیا در سال ۲۰۱۱ به پایان رسید، شرکت سی.اس. لوئیس در اکتبر ۲۰۱۳ اعلام کرد که با تهیه‌کننده مارک گوردون به توافق رسیده است تا رمان صندلی نقره‌ای، نوشتهٔ سال ۱۹۵۳ را اقتباس کنند. بر اساس این توافق، مارک گوردون، داگلاس گرشام و وینسنت سیبر، مدیر دفتر لس آنجلس شرکت سی.اس. لوئیس، تهیه‌کنندگی پروژه را بر عهده گرفتند و با همکاری شرکت مارک گوردون توسعهٔ فیلم‌نامه را آغاز کردند. در دسامبر ۲۰۱۳ اعلام شد که دیوید مگی نویسندگی فیلم‌نامه را بر عهده خواهد داشت.
در ژوئیه ۲۰۱۴، وبگاه رسمی نارنیا این امکان را برای هواداران فراهم کرد تا پیشنهادهایی برای نام شخصیت بانوی دامن سبز—شخصیت منفی اصلی داستان—ارائه دهند. قرار بود نام برگزیده توسط مارک گوردون و دیوید مگی انتخاب شود و در نسخه نهایی فیلم‌نامهٔ صندلی نقره‌ای مورد استفاده قرار گیرد.
تهیه‌کنندگان فیلم اعلام کرده‌اند که این اثر، نوعی ریبوت از مجموعهٔ نارنیا به‌شمار می‌رود؛ زیرا تیم خلاق آن کاملاً جدید بوده و هیچ‌گونه ارتباطی با عوامل سه‌گانهٔ سینمایی پیشین ندارد.
در اوت ۲۰۱۶ اعلام شد که شرکت‌های ترایستار پیکچرز و انترتینمنت وان تأمین مالی و پخش چهارمین فیلم را، در همکاری با شرکت مارک گوردون (که تحت مالکیت انترتینمنت وان قرار داشت) و شرکت سی.اس. لوئیس، بر عهده خواهند داشت.
در آوریل ۲۰۱۷، اعلام شد که جو جانستون به‌عنوان کارگردان فیلم صندلی نقره‌ای انتخاب شده است. در جریان مصاحبه‌ای با رد کارپت نیوز تی‌وی، مارک گوردون جزئیاتی محدود دربارهٔ فناوری‌ها و فضاهای تازه‌ای که در این فیلم به کار گرفته خواهند شد، فاش کرد.

### توسعه
در اکتبر ۲۰۱۸، شرکت‌های نتفلیکس و انترتینمنت وان فیلمز طی قراردادی چندساله با شرکت سی.اس. لوئیس توافق کردند تا بر پایهٔ مجموعه کتاب‌های سرگذشت نارنیا، فیلم‌ها و برنامه‌های تلویزیونی تولید کنند.
در ژوئیه ۲۰۲۳، پس از انتشار فیلم باربی، اعلام شد که گرتا گرویگ قراردادی با نتفلیکس امضا کرده است تا نویسندگی و کارگردانی دو فیلم اقتباسی از مجموعه کتاب‌های سرگذشت نارنیا را بر عهده بگیرد. در این پروژه، مارک گوردون، داگلاس گرشام، ایمی پاسکال و وینسنت سیبر به‌عنوان تهیه‌کننده همکاری خواهند داشت.
در دسامبر ۲۰۲۴، جیسون آیزکس فاش کرد که بر اساس شایعات، گرویگ قرار است خواهرزاده جادوگر را به عنوان فیلم نخست این مجموعه اقتباس کند.
در مارس ۲۰۲۵، گزارش شد که چارلی ایکس‌سی‌ایکس در حال مذاکره برای پیوستن به پروژه است، و در همین زمان دنیل کریگ نیز پیشنهادی برای ایفای نقشی در فیلم دریافت کرده بود. در اوایل آوریل، اعلام شد که مریل استریپ در حال مذاکره برای صداپیشگی شخصیت اصلان است. اندکی بعد، در همان ماه، اما مکی برای ایفای نقش جادوگر سفید انتخاب شد؛ انتخابی که در رقابت با مارگارت کوالی و چارلی ایکس‌سی‌ایکس انجام گرفت. حضور استریپ و کریگ نیز در فیلم تأیید شد.
در ماه مه، کری مولیگان برای ایفای نقش میبل کرک انتخاب شد و همچنین رسماً تأیید گردید که فیلم نخست، اقتباسی از کتاب خواهرزاده جادوگر خواهد بود.

### فیلم‌برداری
فیلم‌برداری اصلی در ۱۱ اوت ۲۰۲۵ در لندن و استودیوهای شپرتون آغاز شد و شیموس مک‌گاروی به‌عنوان فیلم‌بردار پروژه فعالیت می‌کند.

## انتشار
خواهرزاده جادوگر قرار است ابتدا به صورت سینمایی در ۲۶ نوامبر ۲۰۲۶ در ایالات متحده اکران شود و سپس از ۲۵ دسامبر ۲۰۲۶ از طریق نتفلیکس به صورت آنلاین در دسترس قرار گیرد. این فیلم به صورت انحصاری روی ۱٬۰۰۰ پردهٔ آی‌مکس به نمایش درخواهد آمد.